# Saint-Sigismond, Loiret
Saint-Sigismond är en kommun i departementet Loiret i regionen Centre-Val de Loire strax norr Frankrikes mitt. Kommunen ligger i kantonen Patay som tillhör arrondissementet Orléans. År 2022 hade Saint-Sigismond 270 invånare.

## Befolkningsutveckling
Antalet invånare i kommunen Saint-Sigismond
| Referens: INSEE |